# Help!: A Day in the Life
Help!: A Day in the Life, lançado em 2005, reuniu muitos artistas contemporâneos da Grã-Bretanha e do Canadá. Foi produzido por War Child a fim de celebrar o 10º aniversário do álbum original Help, e teve como objetivo arrecadar dinheiro para financiar os esforços da caridade em países devastados pela guerra, como Bósnia e Herzegovina. O nome é um conglomerado de títulos de duas canções dos Beatles, "Help" (presente no álbum Help e no filme) e "A Day in the Life" (do álbum Sgt. Pepper's Lonely Hearts Club Band). Na quarta feira dia 14 de Setembro de 2005, cinco dias após o seu lançamento, foi relatado pelo jornal The Guardian como o álbum mais vendido digitalmente em menos tempo, quebrando assim, um recorde.
Outros álbuns incluem de War Child são The Help Album (1995), NME in Association with War Child Presents 1 Love (2002) e War Child Presents Heroes (2009). Considerando que o primeiro álbum quebrou recordes em 1995 por ter sido gravado na segunda-feira 4 de Setembro e depois liberado no sábado, 9 de Setembro, e o álbum foi gravado e disponibilizado para compra através do site War Child Music em dentro de 30 horas. A gravação começou às 12h na quinta-feira 8 de Setembro e foi disponibilizado para compra em torno de 18:10 na sexta-feira dia 9 de Setembro.
Contribuições notáveis para o álbum inclui faixas de Radiohead e Manic Street Preachers, ambos os quais tinham contribuído para faixas do álbum original de 1995. Também digno de nota foi os covers do Elton John "Goodbye Yellow Brick Road" pelos patronos de War Child Keane, a canção dos Gorillaz chamado "Hong Kong" foi escolhido para ser tocada ao vivo por diversas vezes pela banda, e uma contribuição ocorrida no último minuto foi a de Coldplay, e uma canção de Emmanuel Jal, que estava envolvido no conflito do Sudão com uma criança.
War Child Canada lançou uma versão canadense de Help!: A Day in the Life em 2006. Contribuições para a versão canadense incluía canções de Sam Roberts, The Dears, e Buck 65. O cover de Bob Dylan "Don't Think Twice it's Alrigh" de Emily Haines e James Shaw, da banda Metric de Toronto, também foi incluída no álbum.
O primeiro single do álbum foi "Lebo's River", uma canção de Raine Maida, que ajudou a produzir o álbum, e Chantal Kreviazuk, sua esposa. O coro foi escrito por Lebo Kgasapane um velho-de-18 anos da África do Sul que é cantor e compositor, que morreu de AIDS. A faixa apresenta com vocais de Lebo, tem também vocais de Archie Khambula, um bom amigo de Lebo.
A capa do álbum foi feita por John Squire.

## Re-trabalho
Gorillaz, Hard-Fi e Razorlight tiveram todas as suas faixas retrabalhadas com características de seus próprios álbuns. Gorillaz re-trabalhou em "Hong Kong" que aparece em seu álbum de compilação D-Sides. Hard-Fi re-trabalhou em "Help Me Please" que se dispõe sobre o álbum Once Upon a Time in the West e a canção de Razorligh "Kirby's House" que apresenta características do álbum homônimo da banda, Razorlight.

## Listas de faixas

### Lista de faixas do RU
1. "How You See the World No. 2" - Coldplay
2. "Kirby's House" - Razorlight
3. "I Want None of This" - Radiohead
4. "Goodbye Yellow Brick Road" - Keane com Faultline
5. "Gua" - Emmanuel Jal
6. "Hong Kong" - Gorillaz
7. "Leviathan" - Manic Street Preachers
8. "I Heard it Through the Grapevine" - Kaiser Chiefs
9. "Cross-Eyed Bear" - Damien Rice
10. "Gone Are the Days" - The Magic Numbers
11. "Cler Archel" - Tinariwen
12. "It Was Nothing" - The Coral
13. "Mars Needs Women" - Mylo
14. "Wasteland" - Maxïmo Park
15. "Snowball" - Elbow
16. "The Present" - Bloc Party
17. "Help Me Please" - Hard-Fi
18. "Phantom Broadcast" - The Go! Team
19. "From Bollywood to Battersea" - Babyshambles
20. "Happy Xmas (War is Over)" - Boy George e Antony

### Lista de faixas do iTunes
1. "I Want None of This" - Radiohead
2. "It Was Nothing" - The Coral
3. "Hello Conscience" - The Zutons
4. "Snowball" - Elbow
5. "Gone Are the Days" - The Magic Numbers
6. "Wasteland" - Maxïmo Park
7. "Phantom Broadcast" - The Go! Team
8. "Gua" - Emmanuel Jal
9. "Goodbye Yellow Brick Road" - Keane com Faultline
10. "I Heard it Through the Grapevine" - Kaiser Chiefs
11. "The Present" - Bloc Party
12. "Help Me Please" - Hard-Fi
13. "Eighth Station of the Cross Kebab House" - Belle and Sebastian
14. "Cler Archel" - Tinariwen
15. "Happy Xmas (War is Over)" - Boy George e Antony
16. "Hong Kong" - Gorillaz
17. "From Bollywood to Battersea" - Babyshambles
18. "Leviathan" - Manic Street Preachers
19. "Kirby's House" - Razorlight
20. "Cross-Eyed Bear" - Damien Rice
21. "Mars Needs Women" - Mylo
22. "How You See the World No. 2" - Coldplay

### Lista de faixas do Canadá
1. "How You See the World No. 2" - Coldplay
2. "Missing" - City and Colour
3. "Hong Kong" - Gorillaz
4. "I Want None of This" - Radiohead
5. "Magic On My Mind" - Sam Roberts
6. "Stand Alone" - Bedouin Soundclash
7. "Utilities" - The Weakerthans
8. "Ballad of Humankindness" - The Dears
9. "Cross-Eyed Bear" - Damien Rice
10. "Goodbye Yellow Brick Road" - Keane com Faultline
11. "At the Angels Feet" - Payola$
12. "I Heard it Through the Grapevine" - Kaiser Chiefs
13. "Spooked" - Buck 65
14. "Get it Right" - Jets Overhead
15. "Surrender" - Surefire
16. "The Present" - Bloc Party
17. "Don't Think Twice it's Alright" - Emily Haines e James Shaw da banda Metric
18. "Lebo's River - A Tribute" - Raine Maida & Chantal Kreviazuk participação Archie Khambula & Lebo Kgasapane